# Shyamnagar
Shyamnagar (en bengali : শ্যামনগর) est une upazila du Bangladesh dans le district de Satkhira. En 2011, on y dénombrait 265 004 habitants.